# 楚格湖
楚格湖（Zugersee），是位于瑞士中部的一个淡水湖泊，面积39平方公里，绝大部分在楚格州境内，南部约有10平方公里位于施维茨州和卢塞恩州境内。
楚格湖湖面平均海拔417米，最深处约200米，湖身狭长，全长约9英里，宽约2.1英里。

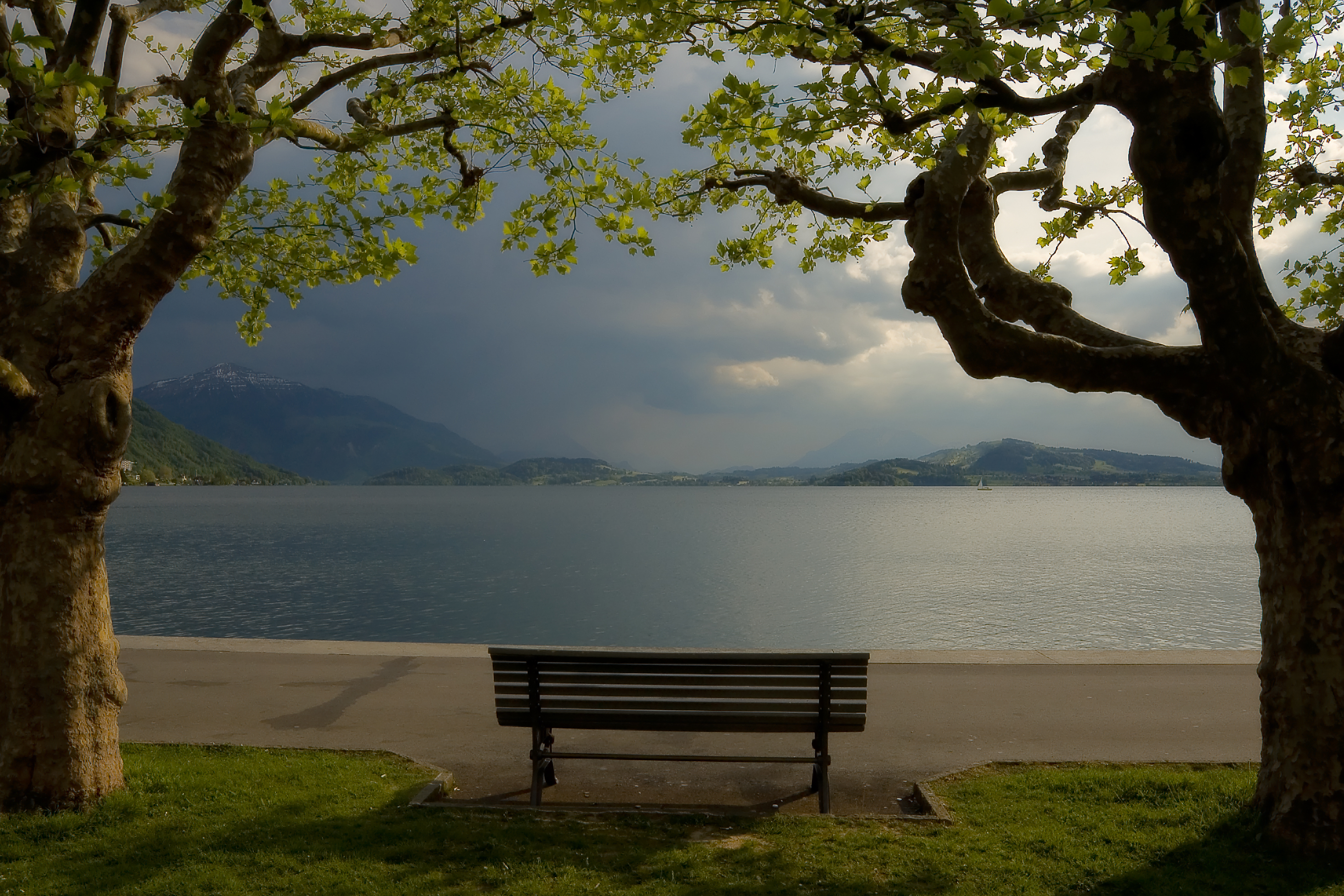
楚格湖美景

楚格湖鱼类资源丰富，包括狗鱼和鲤鱼，其特有的鱒魚十分出名。由于农业灌溉的影响，楚格湖被认为是瑞士较不清澈的湖泊之一。